# Vila Flor (freguesia)
A Freguesia de Vila Flor é uma antiga freguesia portuguesa do Município de Vila Flor, que tinha 32,20 km² de área e 2 269 habitantes (2011), e, por isso, uma densidade populacional de 70,5 hab/km². 
A Freguesia de Vila Flor foi extinta em 2013, no âmbito de uma reforma administrativa nacional, tendo sido agregada à Freguesia de Nabo, para formar uma nova freguesia denominada União das freguesias de Vila Flor e Nabo com sede em Vila Flor.
Recebeu foral de D. Dinis em 24 de Maio de 1286; antes dessa data chamava-se Póvoa de Além-Sabor.  
Para além da sede Vila Flor a Freguesia de Vila Flor conta com a aldeia do Arco, que fica a 3 Km da vila. É uma aldeia com cerca de 110 pessoas, que tem como padroeiro S. Lourenço. No centro da aldeia ergue-se a igreja do padroeiro.

## População
| População da freguesia de Vila Flor | População da freguesia de Vila Flor | População da freguesia de Vila Flor | População da freguesia de Vila Flor | População da freguesia de Vila Flor | População da freguesia de Vila Flor | População da freguesia de Vila Flor | População da freguesia de Vila Flor | População da freguesia de Vila Flor | População da freguesia de Vila Flor | População da freguesia de Vila Flor | População da freguesia de Vila Flor | População da freguesia de Vila Flor | População da freguesia de Vila Flor | População da freguesia de Vila Flor |
| ----------------------------------- | ----------------------------------- | ----------------------------------- | ----------------------------------- | ----------------------------------- | ----------------------------------- | ----------------------------------- | ----------------------------------- | ----------------------------------- | ----------------------------------- | ----------------------------------- | ----------------------------------- | ----------------------------------- | ----------------------------------- | ----------------------------------- |
| 1864                                | 1878                                | 1890                                | 1900                                | 1911                                | 1920                                | 1930                                | 1940                                | 1950                                | 1960                                | 1970                                | 1981                                | 1991                                | 2001                                | 2011                                |
| 1 477                               | 1 987                               | 2 093                               | 1 705                               | 1 582                               | 1 510                               | 1 760                               | 1 963                               | 2 187                               | 2 062                               | 2 007                               | 2 394                               | 2 392                               | 2 531                               | 2 269                               |

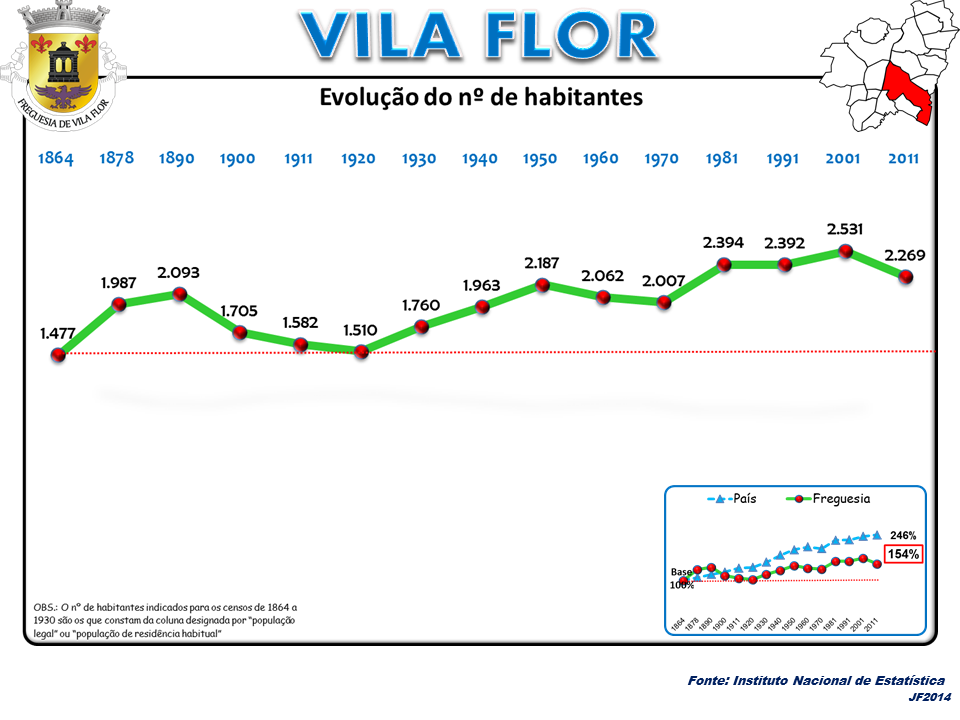
Evolução da População 1864 / 2011
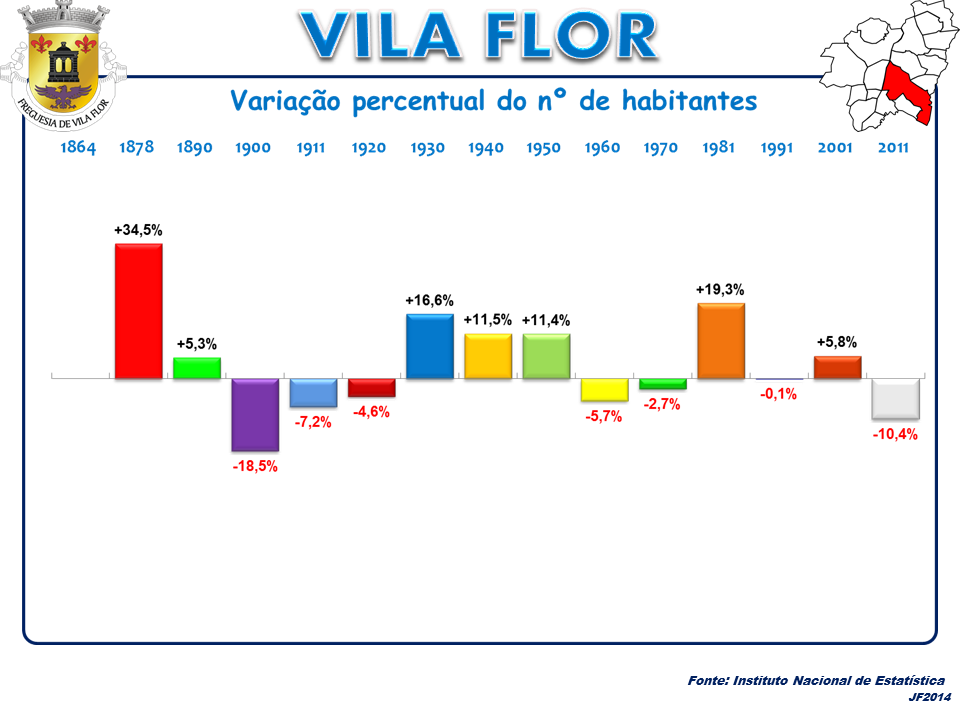
Variação da População 1864 / 2011
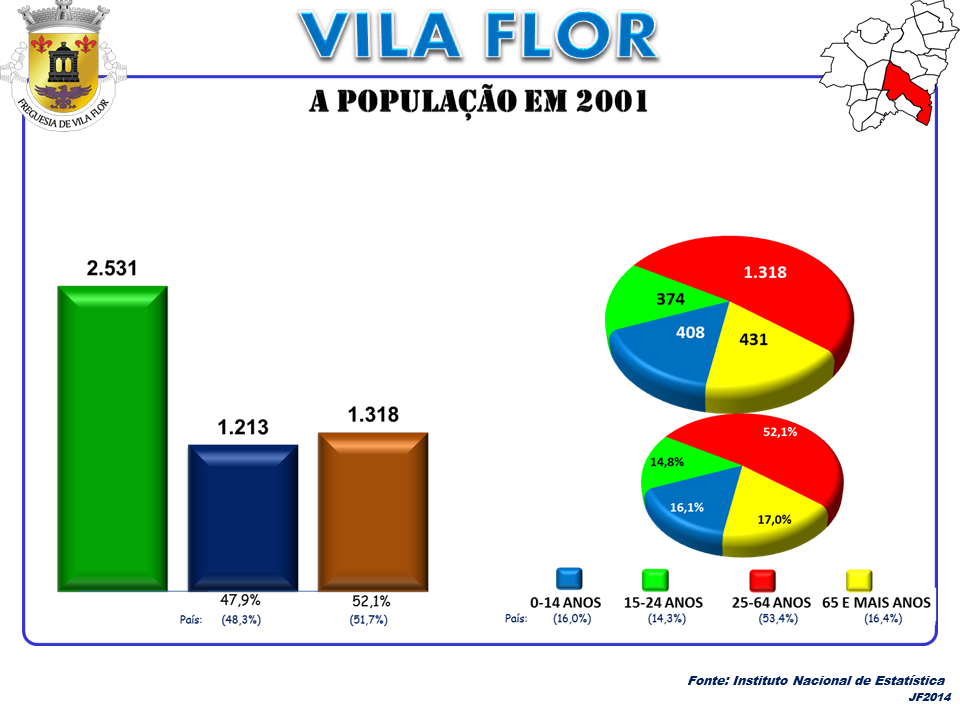
A População em 2001
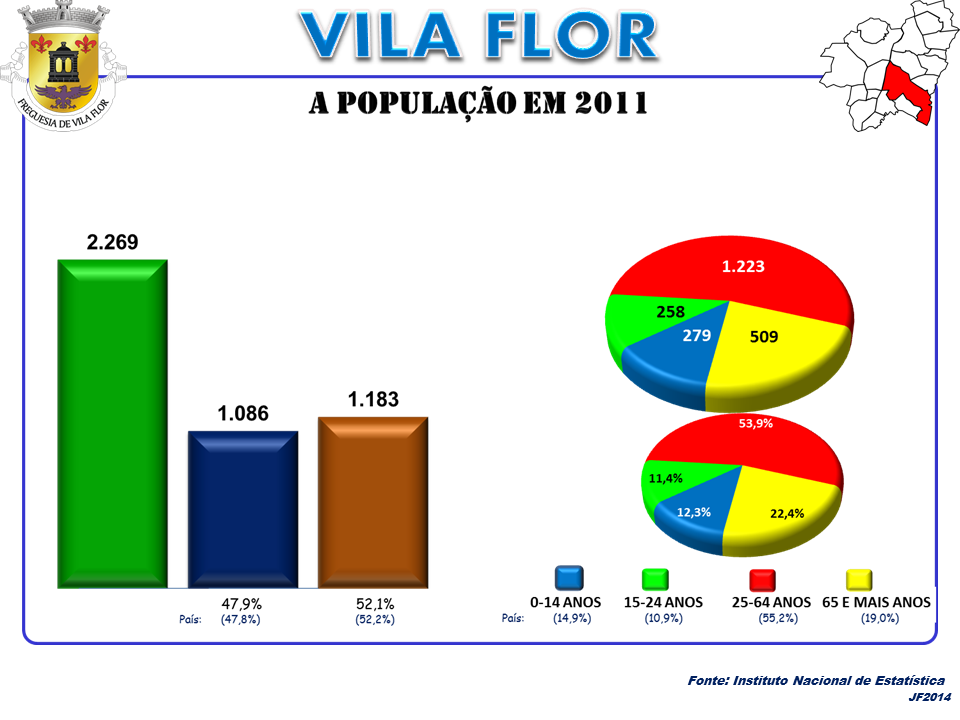
A População em 2011

## Património
- Castelo de Vila Flor
- Fonte de Vila Flor ou Fonte romana de Vila Flor
- Pelourinho de Vila Flor
- Pensão Campos ou Casa Costa Morais
- Capela/Igreja de S. Lourenço no Arco

## Personalidades ilustres
- Senhor de Vila Flor